# (382) Додона
(382) Додона (греч. Δωδώνη) — небольшой астероид главного пояса, который открыл 29 января 1894 года французский астроном Огюстом Шарлуа в обсерватории Ниццы и назван в честь известного древнегреческого города Додона.

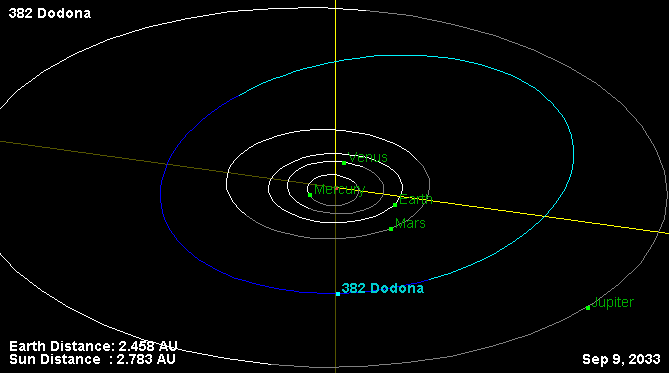
Орбита астероида Додона и его положение в Солнечной системе